# Nyamtserengiin Byambasüren
Nyamtserengiin Byambasüren, född 30 januari 1954, är en mongolisk bågskytt. Han deltog vid olympiska sommarspelen 1976 och 1980.